# Альфонсо де Бурбон і Варгас
Альфонсо де Бурбон і Варгас або Альфонс де Бурбон (28 травня 2010, Нью-Йорк) — французький та іспанський принц. На думку легітимістів, він є другим в черзі претендентом на трон Франції. 
Третя дитина і другий син Луї Альфонсо де Бурбона, якого прихильники відродження монархії у Франції вважають королем Франції Людовіком XX.
Також відомий як Людовик XX Бурбон, король Франції.

## Життєпис
Син Луїс Альфонса де Борбон та Марії Маргарити Варгас Сантаелла. У нього є брат-близнюк Луї де Борбон і Варгас, який, оскільки він народився першим, вважається дофіном та спадковим принцом Французької монархії. Також має старшу сестру — принцесу Євгенію де Борбон і Варгас.
Він і його брат Луї були хрещені 5 вересня 2010 року у Ватикані, у хоровій каплиці базиліки Святого Петра, кардиналом Анджело Комастрі. 
Має титул Його Королівська Високість і титул князя Беррійського.